# DKW FA
DKW FA – samochód osobowy produkowany przez niemieckie przedsiębiorstwo motoryzacyjne DKW w roku 1931.
Pojazd ten zapisał się w historii motoryzacji nie tylko jako pierwszy masowo produkowany model z napędem na przednią oś, ale także jako najtańszy niemiecki samochód w dobie wielkiego kryzysu, który pomógł firmie DKW stać się drugim co do wielkości producentem pojazdów w Niemczech.

## Dane techniczne

### Silnik
- Silnik: S2 584 cm3[1]
- Moc maksymalna: 15 KM (11 kW)[1]

### Osiągi
- Prędkość maksymalna: 75 km/h[1]